# (72804) Caldentey
(72804) Caldentey es un asteroide del cinturón principal descubierto el 11 de abril de 2001 por Salvador Sánchez en el Observatorio Astronómico de Mallorca en España. Está nombrado en honor de Maria Dolors Caldentey Rius, cofundadora del observatorio astronómico de Mallorca.